# آب أنار
آب أنار (مازو) (بالفارسية: آب‌انار) هي قرية تقع في إيران في قسم مازو الريفي، بمقاطعة أنديمشك التابعة محافظة خوزستان. يقدر عدد سكانها بـ 61 نسمة .